# Кирилівка (Маріупольський район)
Кири́лівка — село Кальчицької сільської громади Маріупольського району Донецької області в Україні.

## Географія
Селом тече Балка Чернеча.

## Загальні відомості
Відстань до райцентру становить близько 36 км і проходить переважно автошляхом Т 0523. Землі села межують із Бойківським районом Донецької області. Двічі на день проходить автобус сполученням Маріуполь — Чермалик.

## Населення
За даними перепису 2001 року населення села становило 411 осіб, із них 6,81 % зазначили рідною мову українську, 91,97 %— російську та 0,24 %— німецьку та болгарську мови.

## Історія
6 жовтня 1941 року зайняте нацистськими військами.
Під Кирилівкою в часі війни 2014—2015 років розташовується військове містечко 169-го навчального центру, 5 січня 2015-го при виконанні військових обов'язків помер молодший сержант батальйону «Звіробій» Роман Корчовний.

## Промисловість
У селі міститься відділення Агроцеху № 43.

## Відомі люди
- Проценко-Пічаджі Олександра Іванівна — заслужений працівник культури України, відомий громадський діяч, голова Федерації грецьких товариств України.